# Спор об унтере Грише
«Спор о сержанте Грише» (нем. Der Streit um den Sergeanten Grischa) — роман писателя Арнольда Цвейга 1927 года, опубликованный издательством Gustav Kiepenheuer Verlag в Потсдаме; первое английское издание появилось в 1928 году.
Роман является частью неоконченного цикла романов Цвейга «Великая война белых людей» (нем. Der große Krieg der weißen Männer).

## Сюжет
Книга представляет собой сатиру, в которой основное внимание уделяется тому, как невинные люди приносятся в жертву на войне, ирония заключается в том, что власти тратят больше времени и энергии на тонкости дела Гриши, чем на попытки спасти своих солдат от их судьбы. Некоторые главные действующие лица войны слабо замаскированы: генерал Людендорф — это «Шиффенцан», а фельдмаршал фон Эйхорн — «фон Лихов».
Начиная с суда над русским военнопленным Гришей, автор рисует широкую картину социального и военно-технического перелома в Европе, структуры прусской армии со спорами о компетенциях, возобновления войны на Восточном фронте в 1917 г. и завоевательные планы генштаба в противовес стремлению к миру простых солдат.
Русский солдат Григорий Ильич Папроткин, известный как Гриша, является немецким военнопленным в районе военной администрации Обер-Ост. Он сбегает из лагеря для военнопленных в начале 1917 года, чтобы увидеть свою жену и новорожденную дочь. По пути домой он встречает группу партизан во главе с молодой женщиной Бабкой, которая одевается как мужчина и преждевременно состарилась из-за травматического опыта. Гриша и Бабка становятся любовниками. Когда он уходит, она дает ему удостоверение личности бывшего любовника Бющева, чтобы, если его поймают, его приняли за дезертира и не отправили обратно в лагерь для военнопленных, однако впоследствии это оказывается роковой ошибкой. Бабка следует за ним на расстоянии на случай, если ему когда-нибудь понадобится ее помощь.
В конце концов, Гриша попадает в плен. Будучи неграмотным, он не смог прочитать объявления о том, что все дезертиры должны сдаться оккупационной немецкой армии в течение трех дней, иначе им грозит казнь как шпионам. Только когда его приговаривают к смерти, он осознает, что произошло, и раскрывает свою истинную личность. Местные немецкие власти посылают за его бывшими тюремщиками и, подтвердив его настоящую личность, посылают за советом к генералу Шиффенцану, главному администратору Восточного фронта. Шиффенцан приказывает игнорировать первоначальную ошибку ради дисциплины. Поэтому Гришу приговаривают к расстрелу.
Далее следует борьба за власть между местными военными властями и администраторами. Старый генерал считает делом чести не поддаваться приказу Шиффенцана. Хотя ему не удается убедить Шиффенцана лицом к лицу, последний впоследствии передумает и отменит приказ о казни. Однако сильный снегопад оборвал провода связи, и телеграмма об отсрочке так и не была отправлена. Тем временем Бабка вынашивает план отравления тюремных охранников, а лейтенант Винфрид, племянник генерала, пытается найти альтернативные способы вызволить Гришу из тюрьмы. Оба плана терпят неудачу, потому что сам Гриша устал от борьбы и отказывается уходить, предпочитая казнь, а не оставаться пешкой в крупной игре.

## Издание
Идея этого романа возникла у автора еще в 1917 году. Работая писарем в отделе печати Обер-Оста, он узнал о судьбе этого русского солдата. В 1921 году он написал эту историю как пьесу под названием «Игра сержанта Гриши». Однако она не нашла ни издателя, чтобы напечатать его, ни театра, чтобы его поставить. Затем с 1926 по 1927 год он написал новую версию материала, которая была напечатана в 82 частях с июня по сентябрь 1927 года под заголовком «Все против одного» во «Frankfurter Zeitung». Полностью роман был впервые напечатан в 1927 году издательством Gustav Kiepenheuer Verlag в Потсдаме, хотя в этом издании годом публикации указан 1928 год.

## Эффект
«Спор о сержанте Грише» был одним из первых романов о Первой мировой войне на немецком языке, в котором она была критически рассмотрена. Этот роман неожиданно сделал автора всемирно известным. До 1929 года в Германии было продано 55 000 экземпляров романа. Из-за так называемого «военного книжного бума» конца 1920-х годов, вызванного «На Западном фронте без перемен», тираж вырос до 300 000 экземпляров к 1933 году, когда Цвейг покинул Германию, а его книги были запрещены. Английский перевод был опубликован в Нью-Йорке в 1928 году. Через два года в США вышла экранизация. Перевод на иврит появился в 1931 году, что сделало «Спор о сержанте Грише» единственным романом автора, за исключением «Топора Вандсбека», опубликованным на иврите. В ГДР этот роман был обязательным чтением в школах.

### Экранизации
Первая экранизация была создана в 1930 году в США Гербертом Бреноном. Еще одна экранизация, на этот раз для телевидения, была создана в 1970 году в ГДР компанией DEFA.